# Johann-Heinrich Eckhardt
Johann-Heinrich Eckhardt (3 de dezembro de 1896 - 15 de maio de 1945) foi um oficial alemão que serviu no Deutsches Heer durante a Segunda Guerra Mundial. Foi condecorado com a Cruz de Cavaleiro da Cruz de Ferro com Folhas de Carvalho.

## Condecorações
| Cruz de Ferro (1914) 2ª Classe                                      | 20 de outubro de 1915  |
| Cruz de Ferro (1914) 1ª Classe                                      | 2 de março de 1917     |
| Distintivo de Feridos (1914) em Preto                               |                        |
| Distintivo de Feridos (1914) em Prata                               |                        |
| Cruz hanseática de Hamburgo                                         | 1 de dezembro de 1917  |
| Cruz de Cavaleiro da Ordem da Casa Real de Hohenzollern com Espadas | 22 de maio de 1918     |
| Cruz de Honra da Guerra Mundial 1914/1918                           | 18 de dezembro de 1934 |
| Medalha dos Sudetos com barra do Castelo de Praga                   |                        |
| Broche da Cruz de Ferro (1939) 2ª Classe                            | 17 de outubro de 1939  |
| Broche da Cruz de Ferro (1939) 1ª Classe                            | 29 de maio de 1940     |
| Medalha da Frente Oriental                                          | 15 de agosto de 1942   |
| Cruz Germânica em Ouro                                              | 25 de janeiro de 1942  |
| Cruz de Cavaleiro da Cruz de Ferro                                  | 20 de maio de 1942     |
| Cruz de Cavaleiro da Cruz de Ferro com Folhas de Carvalho nº 644    | 3 de novembro de 1944  |
| Mencionado na Wehrmachtbericht                                      | 3 de setembro de 1944  |